# ازناو (مقاطعة فامنين)
ازناو (بالفارسية: ازناو) هي قرية تقع في قسم بيشخور الريفي (مقاطعة فامنين) في إيران. يقدر عدد سكانها بـ 23 نسمة بحسب إحصاء 2016.